# 囲い堰

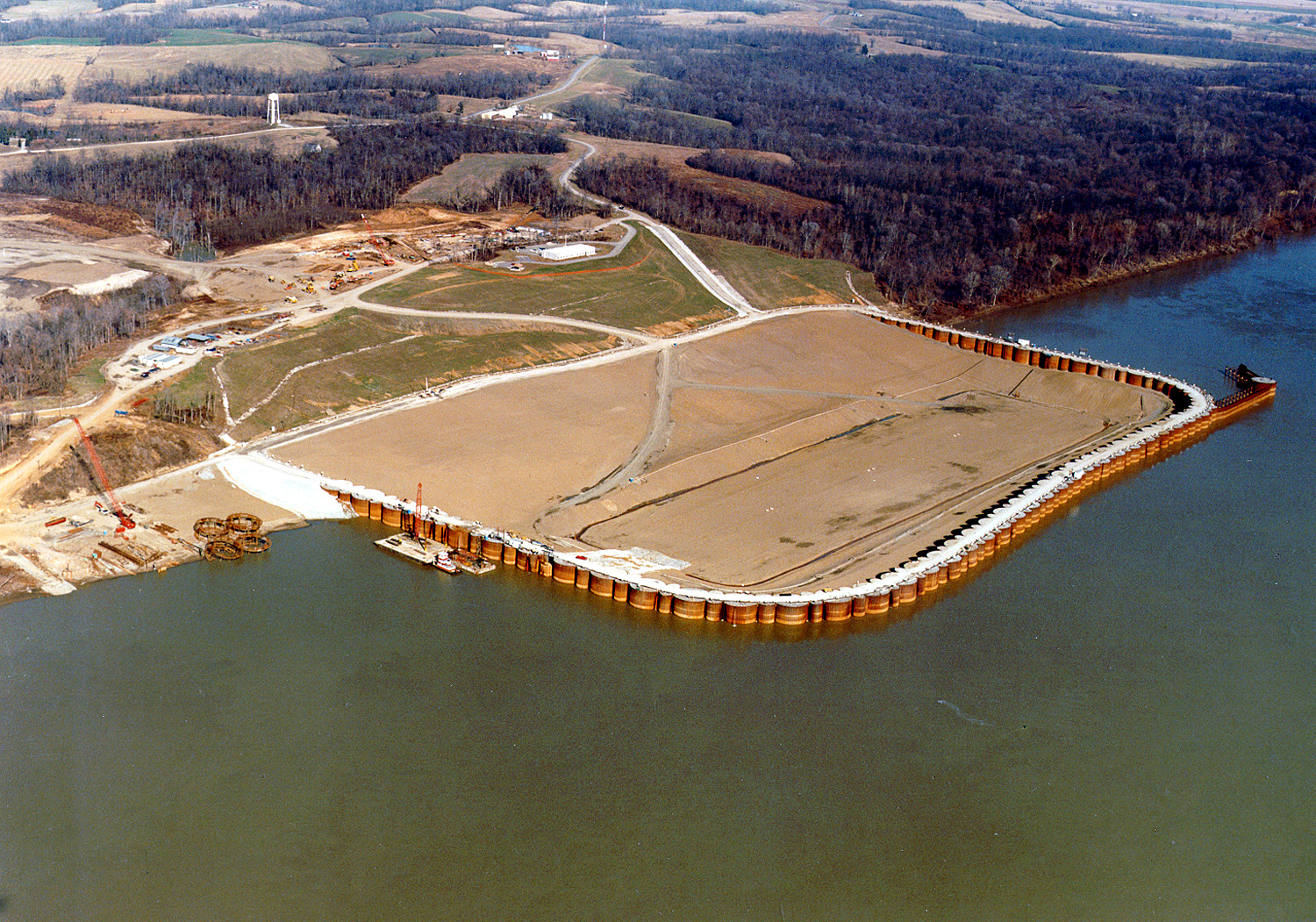
オハイオ川にオルムステッド閘門 (Olmsted Locks and Dam) を建設するためにイリノイ州オルムステッドに設けられた囲い堰

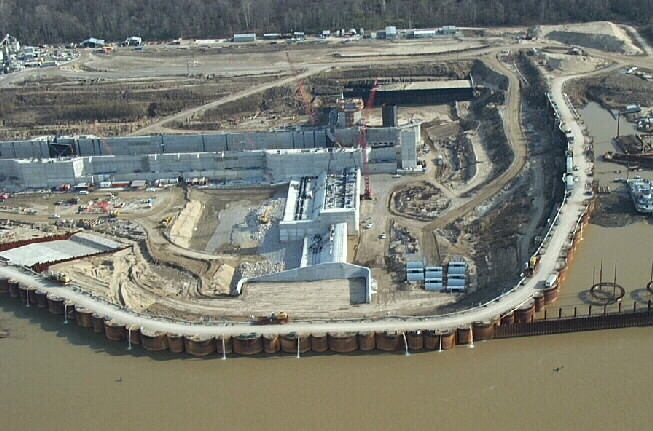
モントゴメリー・ポイント閘門の建設に際して設けられた囲い堰

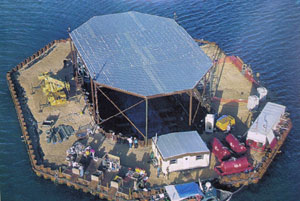
「ラ・ベル」の修理に用いられた囲い堰

囲い堰（かこいぜき）あるいはコッファーダム/コファーダム（英語: Cofferdam）は、水のない環境で作業を行えるようにするために、水の中に囲いを建設してその中の水をポンプでくみ出せるようにした構造物である。一般的に石油プラットフォームや橋、ダムなどの建設と修理に用いられる。囲い堰は通常鋼鉄を溶接して造られた一時的な構造で、典型的には作業終了後に撤去される。シートパイル、外部の厚板、交差ブレースといったもので構成される。
造船の分野でも船を修理あるいは改造するにあたって、乾ドックに船を収容することが現実的でない場合には囲い堰を使うことがある。この例としては、船の延長工事といったものが挙げられる。この場合、船は水上に浮かべたままの状態で船体を2つに分割する作業を行って、その間に船を延長するための新しい部分を挿入する。船体自体に直接囲い堰を取り付けて、その中の水を抜き、そこに人間が入って船体のトーチ切断が行われる。その後船体の前後を引き離して間に新しい船体の部分を挿入する際には、一旦囲い堰が取り払われる。船体の前後と新しい部分を溶接してつなぎあわせる際に囲い堰が再び設置される。これを行うのは高くつくことがあるが、乾ドックを使ってやるともっと高くつくことがある。
囲い堰は、浅い水域で沈んだ船の修理に用いられることもある。たとえばアメリカ海軍の戦艦メインや、ロベール＝カブリエ・ド・ラ・サールの探検に使われたラ・ベル (La Belle) などの例がある。
2010年メキシコ湾原油流出事故において、石油流出を止めるために下部が開放された構造の100 トンのケーソンを深さ1 マイル以上の海底に沈めたが、これも囲い堰と呼ばれていた。メタンが冷たい海水でメタンハイドレートを形成して原油の吸入口を塞いでしまったため、この作戦は失敗に終わった。

## 船体構造におけるコッファーダム
船においてバルクヘッドや甲板など、2つの防水区画の間を隔てる空間もコッファーダムということがある。船のコッファーダムは何もない空間であることもあれば、バラストを入れる空間であることもある。船のコッファーダムは通常、石油や化学物質などがほかの機械室に侵入しないようにするために設置される。互いに混じりあうと危険な反応を起こす物質を同じ船で輸送する際には、その間に1つかそれ以上のコッファーダムが必要である。
二重船殻の船体とタンクの間の空間は、同じ目的を持っているが、コッファーダムと呼ばれることはない。